# Gustav Jahn
Gustav Jahn (17. května 1879 Vídeň – 17. srpna 1919 pohoří Gesäuse) byl rakouský horolezec, malíř a grafik.

## Životopis
Gustav Jahn se narodil ve Vídni roku 1879. Navštěvoval od roku 1895 malířskou školu Adolfa Kaufmanna a poté Akademii výtvarných umění. V letech 1900–1904 navštěvoval grafickou školu Franze Rumplera. Ve výtvarném oboru se zaměřil na hory, horolezectví, lyžování a horské krajiny. Dosáhl v tom uznání a jeho dílo bylo vydáváno jako grafiky, plakáty, obchodní katalogy, knižní ilustrace a pohlednice. Úspěch dosáhl také s obrazy na samostatných výstavách.
Jeho vášní bylo extrémní horolezectví. Lezl v pohořích po celé Evropě, ale nejvíce výstupů vykonal v rakouských horách Raxalpe a Schneeberg, Gesäuse, Dachstein a Dolomity. Nejznámější prvovýstupy, které dnes patří do standardních horolezeckých cest v Alpách, jsou Jahnova cesta jižní stěnou na Bischofsmütze (obtížnost 5 UIAA), cesta Jahn-Zimmer severní stěnou na Hochtor (obtížnost 3-4 UIAA), Německá cesta severní stěnou na Triglav (obtížnost 4 UIAA) a Traverz (4 UIAA) přes všechny vrcholy Fünffingerspitze.
Kromě horolezectví běhal na lyžích, skákal na lyžích a absolvoval skialpinistické túry. Během první světové války sloužil v důstojnické hodnosti jako vojenský instruktor pro pohyb v zimních i letních Dolomitech.
Po skončení války lezl v pohoří Gesäuse. Zahynul v klíčovém místě při pokusu o prvovýstup cesty Ödsteinkante na Ödstein, která byla tehdy považovaná za největší lezecký problém Východních Alp. Neudržel se v těžkém traverzu, přetrhlo se jistící lano a on se zřítil. Spolulezec Michael Kofler nehodu také nepřežil. Gustav Jahn je pohřbený na horolezeckém hřbitově v obci Johnsbach na úpatí Gesäuse.

## Prvovýstupy
- Raxalpe (1901): Malersteig (2 UIAA)
- Ennstalské Alpy (1900–1908): Západní stěna (3 UIAA) a Východní rokle (2 UIAA) na Buchstein; Admonter Frauenmauer, Jahn-Zimmer (3 UIAA) severní stěnou na Hochtor, Severovýchodní stěna (3 UIAA) na Planspitze
- Dachstein (1901–1903): Jihozápadní hřeben (4-5 UIAA) na Grosswandeck, Východní hřeben na Mannlkogel, Západní hřeben na Armkarwand, Schwingerzipf, Jahnova cesta (5 UIAA) jižní stěnou na Bischofsmütze, Východní stěna na Hochkesselkopf, Východní hřeben (3-4 UIAA) na Mitterspitz
- Julské Alpy (1906–1908): Krátká německá cesta (4 UIAA) severní stěnou na Triglav, Východní stěna na Prisojnik
- Karnské Alpy (1902): Západní hřeben na Kellerwandspitze
- Dolomity (1917–1918): Jižní stěna na Fermeda, Západní stěna na Vilnösser Turm, Jahnova cesta (5 UIAA) na Sass de Mesdi, Jihovýchodní hřeben na Langkofelkarspitze, Traverz (4 UIAA) Fünffingerspitze, Jižní stěna na Wesselyturm, Severní stěna na Grohmannspitze, Severovýchodní stěna na Innerkofeleck, Jihovýchodní stěna na Innerkoflerturm, Severovýchodní stěna na Langkofeleck, Jahnova cesta (4 UIAA) na 3. věž Selly, Jihovýchodní hřeben (2 UIAA) na Cima Tosa
- Adamello (1908): Severní stěna na Presanella
- Ortler (1908): Rothböckgrat (4 UIAA) na Ortler

## Spolulezci
Mezi Jahnovy slavné lezecké partnery patřili Eduard Pichl, Franz Zimmer, Otto Jahn (bratr), Karl Huber, Otto Laubheimer, Camillo Oppel, Günter Dyhrenfurth, Michael Kofler, Eduard Kubelka, Oskar Kukla, Viktor Machek a Oskar Müller.